# Willem van Baden (1792-1859)

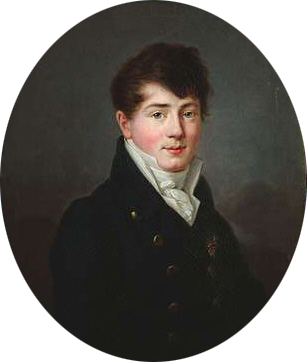
Willem van Baden

Willem Lodewijk Augustus van Baden, Duits Wilhelm Ludwig August von Baden, (Karlsruhe, 8 april 1792 – aldaar, 11 oktober 1859), prins en markgraaf van Baden, was een lid van het huis Zähringen. Willem was de tweede zoon uit het morganatisch huwelijk van Karel Frederik van Baden en Luise Karoline Geyer von Geyersberg.
Hij trouwde op 16 oktober 1830 te Stuttgart, Duitsland, met Elisabeth Alexandrine van Württemberg (1802-1864). Zij was de dochter van prinses Henriëtte van Nassau-Weilburg en Lodewijk van Württemberg, een zoon van hertog Frederik Eugenius van Württemberg. 
Willem en Elisabeth Alexandrine kregen vier dochters:
- Wilhelmine Pauline Henriëtte Amalie Luise (1833-1834)
- Sophie Pauline Henriëtte Amalie Louise (1834-1904), getrouwd met prins Woldemar van Lippe
- Pauline Sophie Elisabeth Marie (1835-1891)
- Leopoldine Wilhelmine Pauline Amalie Maximiliane (1837-1903), getrouwd met Hermann zu Hohenlohe-Langenburg

Willem van Baden stierf op 67-jarige leeftijd.